# Greenville (Delaware)
Greenville es un lugar designado por el censo ubicado en el condado de New Castle en el estado estadounidense de Delaware. En el año 2000 tenía una población de 2.332 habitantes y una densidad poblacional de 329.1 personas por km².

## Geografía
Greenville se encuentra ubicado en las coordenadas 39°46′30″N 75°35′48″O / 39.77500, -75.59667.

## Demografía
Según la Oficina del Censo en 2000 los ingresos medios por hogar en la localidad eran de $116,674, y los ingresos medios por familia eran $136,876. Los hombres tenían unos ingresos medios de $72,083 frente a los $46,563 para las mujeres. La renta per cápita para la localidad era de $83,223. Alrededor del 0.4% de la población estaban por debajo del umbral de pobreza.